# 龙岗街道 (重庆市)
龙岗街道，是中华人民共和国重庆市大足区下辖的一个乡镇级行政单位。

## 历史沿革
龙岗街道自大足建县以来均为大足县城所在地。民国初年取名城厢镇，民国二十九年（公元1940年）更名为西城镇。1951年与东关镇合并为城关镇，属第一区。1956年升为县属镇。1981年按国务院《关于地名命名、更名的暂行规定》更名为龙岗镇。，更城西鄉為明星鄉，1993年底，原城東、明星鄉併入龍崗鎮。
2002年6月5日，重庆市人民政府（渝府[2002]68号）批复同意撤销龙岗镇、城南乡，设立龙岗、棠香两个街道办事处。其中龙岗街道办事处下辖原龙岗镇的棠香街、十字街、中山西街、北环路4个居委会和明星、北禅、龙岗、累丰、西禅、翠屏、袁黄、铜鼓、前进、太极、平顶、黄桥、宝林、红庙、观音岩等15个村的行政区域，其中明星、北禅、龙岗、累丰、西禅、太极等6个村设为居委会。
初置時轄12村6居委。2003年全縣行政區劃調整中並村，並袁黃入官峰村，銅鼓入前進村，平頂入明星村，太極入龍崗村，紅廟入觀音村，黃橋入寶林村。轄6村6居委（學壩街、西街、北禪、西禪、翠屏、累豐居委），境域43.83平方公里。至2005年所轄境域無變，人口64,341人。2011年改前進、明星村為社區，共轄4村（龍崗、官峰、寶林、觀音）、8社區（學壩、翠屏、西街、北禪、累豐、前進、明星、西禪），境域面積無變。戶籍人口7.42萬人，辦事處現駐北環西路。
- 明星鄉（城西鄉）（15）：明星村、北禪村、龍崗村、累豐村、西禪村、翠屏村、袁黃村、銅鼓村、前進村、太極村、平頂村、黃桷橋村、寶林村（十八村）、紅廟村、觀音岩村

現寶興鎮青果村原為城西鄉二十村。

## 行政区划
龙岗街道目前下辖以下地区：
学坝街社区、西街社区、北禅社区、翠屏社区、西禅社区、累丰社区、前进社区、明星社区、龙岗村、宝林村、观音岩村和官峰村。

### 2003年調整的區劃[6]
- 一、將原官峰村、袁黃村合併為一個村，名為官峰村；
- 二、將原銅鼓村、前進村合併為一個村，名為前進村；
- 三、將原明星村、平頂村合併為一個村，名為明星村；
- 四、將原龍崗村、太極村合併為一個村，名為龍崗村；
- 五、將原紅廟村、觀音岩村合併為一個村，名為觀音岩村；
- 六、將原黃桷橋村、寶林村合併為一個村，名為寶林村。

## 经济
2017年，龙岗街道地区生产总值29.8亿元，居全区第4，同比增长9.7%，居全区第2。

## 旅游
世界文化遗产、国家5A级旅游景区大足石刻的重要组成部分北山石刻、南山石刻与多宝塔（均为全国文物保护单位）均位于辖区内。